# Глазодвигательный нерв

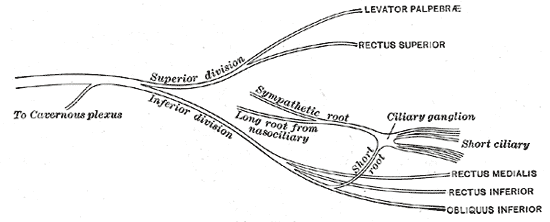
Схема глазодвигательного нерва

Глазодви́гательный нерв (лат. nervus oculomotorius) — III пара черепных нервов, отвечающий за движение глазного яблока, поднятие веко, реакцию зрачков на свет.

## Анатомия
Глазодвигательный нерв — смешанный нерв. Его ядра лежат в покрышке ножек мозга, на водопроводе мозга (лат. aqueductus cerebri), на уровне верхних холмиков крыши среднего мозга.
Из вещества мозга глазодвигательный нерв выходит в области медиальной поверхности ножки, показывается на основании мозга возле переднего края моста, в межножковой ямке (лат. fossa interpeduncularis).
Затем глазодвигательный нерв направляясь в сторону лица, ложится между задней мозговой артерией (лат. a. cerebri posterior) и верхней мозжечковой артерией (лат. a.cerebellaris superior), пробивает твёрдую мозговую оболочку и, проходя через верхнюю стенку кавернозного синуса (лат. sinus cavernosus), снаружи от внутренней сонной артерии (лат. a.carotis interna), входит через верхнюю глазничную щель (лат. fissura orbitalis superior) в полость глазницы.
Ещё до входа в глазницу глазодвигательный нерв делится на две ветви — верхнюю и нижнюю.
1. Верхняя ветвь (лат. ramus superior) идёт по латеральной поверхности зрительного нерва (лат. n.opticus), разделяется на две ветви, которые подходят к мышце, поднимающей верхнее веко (лат. m.levator palpebrae superioris) и к верхней прямой мышце (лат. m.rectus superior)
2. Нижняя ветвь (лат. ramus inferior) более мощная, вначале, как и верхняя ветвь, залегает снаружи от зрительного нерва. Нижняя ветвь в глазнице делится на 3 ветви, из которых внутренняя подходит к медиальной прямой мышце (лат. m.rectus medialis), средняя, наиболее короткая, иннервирует нижнюю прямую мышцу (лат. m.rectus inferior) и наружная, самая длинная, проходит вдоль нижней прямой мышце (лат. m.rectus inferior) к нижней косой мышце (лат. m.obliquus inferior). От последней ветви отходит парасимпатическая глазодвигательная ветвь (лат. radix oculomotoria), направляющаяся к ресничному узлу[3].

В составе глазодвигательного нерва, помимо указанных двигательных и парасимпатических волокон, проходят симпатические волокна, подходящие к нему от симпатического внутреннего сонного сплетения, окружающего внутреннюю сонную артерию, и чувствительные волокна, отходящие от глазничного нерва (лат. n.ophtalmicus) — ветви тройничного нерва (лат. n.trigeminus).

## Функция
Глазодвигательный нерв — смешанный, поскольку в его составе имеются и двигательные и вегетативные волокна. Имеет ядра двух видов: обеспечивающие иннервацию ресничного тела и зрачкового сфинктера(вегетативные) и идущие к мышечному аппарату глаза (моторные).
Этот нерв имеет группу неоднородных ядер, они расположены в передних отделах покрышки среднего мозга. Ядра глазодвигательных нервов состоят из пяти клеточных групп: два наружных двигательных крупноклеточных ядра, два мелкоклеточных ядра и одно внутреннее, непарное, мелкоклеточное ядро.
Двигательные парные крупноклеточные ядра III нерва занимают латеральное положение. Они состоят из клеточных групп, каждая из которых имеет отношение к определённым поперечнополосатым мышцам. В переднем конце ядра находится группа клеток, аксоны которых обеспечивают иннервацию мышцы, поднимающей верхнее веко, затем следуют клеточные группы для верхней и медиальной прямых мышц, для нижней косой мышцы и нижней прямой мышцы.
Медиальнее парных крупноклеточных ядер расположены также парные, но мелкоклеточные парасимпатические ядра Якубовича (Ядро Эдингера-Вестфаля). Импульсы, идущие отсюда, проходят через ресничный узел (лат. ganglion ciliare) и достигают двух гладких мышц, которые иногда называют внутренними мышцами глаза, — мышцы суживающей зрачок (лат. m.sphincter pupillae) (обеспечивает сужение зрачка) и ресничной мышце (лат. m.ciliaris) (она регулирует аккомодацию). Посредине между ядрами Якубовича (Эдингера-Вестфаля) расположено непарное ядро Перлиа, которое является общим для обоих глазодвигательных нервов и осуществляет аккомодацию глаз.
Аксоны клеток ядер глазодвигательного нерва идут вниз. При этом те из них, которые начинаются от клеток, заложенных в каудальной клеточной группе латерального двигательного ядра, частично переходят на другую сторону. Они пересекают красное ядро (лат. nucleus ruber) и покидают средний мозг, выходя на основание из медиальной борозды ножки мозга.

### Движение глаз
Иннервируя 4 из 6 глазодвигательных мышц данный нерв обеспечивает движения глазного яблока, а именно его приведение (медиальная прямая мышца), поднятие (верхняя прямая мышца + нижняя косая), опускание (нижняя прямая мышца), отведение (нижняя косая мышца) и поворот глазного яблока наружу во фронтальной плоскости (т.е. эксциклодукцию, благодаря нижней косой мышце).

## Клиника поражения

### Полное поражение глазодвигательного нерва
Полное поражение глазодвигательного нерва сопровождается характерным синдромом.
- Птоз (опущение века) обусловлен параличом мышцы, поднимающей верхнее веко.
- Расходящееся косоглазие (лат. strabismus divergens) — фиксированное положение глаза со зрачком, направленным кнаружи и слегка вниз в связи с действием не встречающих сопротивление латеральную прямую мышцу глаза (иннервируется VI парой черепных нервов) и верхнюю косую мышцу глаза (иннервируется IV парой черепных нервов — блоковым (лат. n.trochlearis)).
- Диплопия (двоение в глазах) — субъективный феномен, который отмечается в тех случаях, когда больной смотрит обоими глазами. Выраженность двоения нарастает при фиксации взора на находящемся вблизи предмете или при попытке повернуть взор в сторону парализованной внутренней прямой мышцы глаза. При этом изображение фокусируемого предмета в обоих глазах получается на несоответствующих друг другу зонах сетчатки. Двоение рассматриваемого предмета происходит в результате отклонения зрительной оси одного глаза вследствие слабости мышц в связи с нарушением иннервации. При этом изображение рассматриваемого предмета попадает в правильно фиксирующем глазу на центральную ямку сетчатки, а в косящем глазу — на нецентральный участок сетчатки. Зрительный образ по ассоциации с привычными пространственными отношениями проецируется в то место пространства, где должен был бы находиться предмет, чтобы вызвать при правильном положении зрительной оси этого глаза раздражение именно данного участка сетчатки.
- Мидриаз (расширение зрачка) с отсутствием реакции зрачка на свет и аккомодацию. Мидриаз возникает за счёт того, что глазодвигательный нерв иннервирует мышца, суживающая зрачок. Отсутствие при этом реакции на свет и конвергенцию связано с тем, что данный нерв является частью рефлекторной дуги зрачкового рефлекса на свет.
- Паралич аккомодации обусловливает ухудшение зрения на близкие расстояния. Аккомодация глаза — изменение преломляющей силы глаза для приспособления к восприятию предметов, находящихся на различных расстояниях от него. Аккомодация обеспечивается состоянием кривизны хрусталика, которая регулируется ресничной мышцей. Так как эта внутренняя мышца глаза иннервируется глазодвигательным нервом, то при его поражении будет отмечаться паралич аккомодации.
- Паралич конвергенции характеризуется невозможностью повернуть глазные яблоки кнутри. Конвергенция глаз — сведение зрительных осей обоих глаз при рассматривании близко расположенных предметов. Она осуществляется за счёт одновременного сокращения медиальных прямых мышц обоих глаз; сопровождается сужением зрачков (миоз) и напряжением аккомодации. Так как медиальная прямая мышца иннервируется глазодвигательным нервом, а состояние зрачка и аккомодация также зависят от его импульсации, то при поражении глазодвигательный нерв конвергенция глаз становится невозможной.
- Ограничение движения глазного яблока вверх, вниз и внутрь — за счёт паралича иннервируемых глазодвигательным нервом мышц.
- Кроме названных симптомов, вследствие потери тонуса внешних мышц глаза может наблюдаться небольшой экзофтальм.

Поражение глазодвигательного нерва определяется по вышеуказанным нарушениям. Полное выпадение функции чаще наблюдается при его периферическом поражении. В связи с расчленённостью и отдалённостью клеточных групп ядер III нерва друг от друга при локализации патологического очага в области их расположения может развиться клиника поражения не всех мышц, иннервируемых III нервом, а лишь некоторых из них.

### Синдром Аргайла Робертсона
У больных можно встретить диссоциацию между реакцией зрачков на свет и реакцией их на аккомодацию и конвергенцию. Выпадение или угнетение реакций зрачков на свет при сохранности реакции их на аккомодацию и конвергенцию называется синдромом Аргайла Робертсона. Этот синдром принято считать характерным для нейросифилиса. Синдром обратный синдрому Аргайла Робертсона, при котором реакция на свет сохранена, а реакция их на аккомодацию и конвергенцию нарушена, нередко встречается при эпидемическом энцефалите Экономо, особенно в хронической стадии его в сочетании с признаками паркинсонизма.

### Альтернирующие синдромыс поражением глазодвигательного нерва
Симптомы поражения глазодвигательного нерва могут возникать при наличии патологического очага в среднем мозге.
Синдром Вебера — характеризуется параличом мышц, иннервируемых глазодвигательным нервом на стороне очага поражения, и центральной гемиплегией на противоположной очагу стороне. Возникает обычно при поражении основания ножки мозга.
Синдром Бенедикта — состоит из паралича мышц, иннервируемых глазодвигательным нервом на стороне патологического очага, в сочетании с хореоатетозом и интенционным тремором в противоположных конечностях (поражение денторубрального пути и красного ядра). Синдром возникает при локализации патологического очага в медиальной части покрышки среднего мозга.
Синдром Клода — паралич глазодвигательного нерва на стороне очага, и мозжечковая патология на противоположной стороне. Возникает при поражении заднего отдела красного ядра и проходящего через него корешка III нерва (нижний синдром красного ядра).
При большом по объёму патологическому очагу в среднем мозге может развиться синдром Нотнагеля. Тогда с обеих сторон возникают мозжечковая атаксия, интенционное дрожание, иногда хореоидные гиперкинезы, параличи мышц, обеспечивающих движение глазных яблок и глухота. Синдром Нотнагеля обусловлен сочетанным поражением красных ядер и корешков III нерва и медиальных коленчатых тел.

### Поражение в области кавернозного синуса и верхней глазничной щели
Если патологический процесс поражает наружную стенку пещеристой венозной пазухи, в которой проходят нервы, обеспечивающие движения глазного яблока (III, IV и VI и первая ветвь V нерва), то у больного возникает паралич глазного яблока (офтальмоплегия), боль или гипестезия в зоне иннервации первой ветви тройничного нерва, а также отёчность тканей глазного яблока и век, ввиду нарушения оттока из них венозной крови (синдром Фуа). При локализации патологического процесса в области верхней глазничной щели возникают те же симптомы, но без явлений отёка тканей области орбиты (синдром верхней глазничной щели).

## Методика исследования
Исследование всех трёх пар (III, IV, VI) глазодвигательных нервов ведётся одновременно. У больного спрашивают, нет ли двоения. Определяются: ширина глазных щелей, положение глазных яблок, форма и величина зрачков, зрачковые реакции, объём движений верхнего века и глазных яблок.
Диплопия — признак иногда более тонкий, чем объективно устанавливаемая недостаточность той или иной наружной мышцы глаза. При жалобах на диплопию необходимо выяснить, поражение какой мышцы (или нерва) вызывает это расстройство. Диплопия возникает или усиливается при взгляде в сторону поражённой мышцы. Недостаточность латеральных и медиальных прямых мышц вызывает двоение в горизонтальной плоскости, а других мышц — в вертикальной или косых плоскостях.
Определяется ширина глазных щелей: сужение при птозе верхнего века (одно-, двустороннее, симметричное, несимметричное); расширение глазной щели вследствие поднятия верхнего века. Наблюдают возможные изменения положения глазных яблок: экзофтальм (одно-, двусторонний, симметричный, несимметричный), энофтальм, косоглазие (одно-, двустороннее, сходящееся или расходящееся по горизонтали, расходящееся по вертикали — симптом Гертвига-Мажанди), усиливающееся при взгляде в одном из направлений.
Обращают внимание на форму зрачков (правильная — округлая, неправильная — овальная, неравномерно вытянутая, многогранная или фестончатая — «изъеденность» контуров); на величину зрачков:
1. Миоз — умеренный (сужение до 2 мм), выраженный (до 1 мм);
2. Мидриаз — незначительный (расширение до 4-5 мм), умеренный (6-7 мм), выраженный (свыше 8 мм);
3. Разницу в величине зрачков (анизокория).

Важным является исследование реакции зрачков на свет. Проверяется как прямая, так и содружественная реакция каждого зрачка в отдельности. Лицо больного обращено к источнику света, глаза открыты; исследующий, закрывая сначала плотно своими ладонями оба глаза исследуемого, отнимает быстро одну из своих рук, наблюдая таким образом прямую реакцию зрачка на свет; так же исследуется другой глаз. В норме реакция зрачков на свет живая — при физиологической величине 3-3,5 мм, затемнение приводит к расширению зрачка до 4-5 мм, а освещение — к сужению 1,5-2 мм. Для обнаружения содружественной реакции один глаз исследуемого закрывается ладонью; в другом открытом глазу наблюдается расширение зрачка; при отнятии руки от закрытого глаза в обоих происходит одновременное содружественное сужение зрачков. То же производится в отношении другого глаза.
С целью исследования конвергенции врач просит больного посмотреть на молоточек, отодвинутый от больного на 50 см и расположенный посередине. При приближении молоточка к носу больного происходит схождение глазных яблок и удержание их в положении сведения при точке фиксации на расстоянии 3-5 см от носа. Реакция зрачков на конвергенцию оценивается по изменению их величины по мере сближения глазных яблок. В норме наблюдается сужение зрачков, достигающее достаточной степени на расстоянии точки фиксации в 10-15 см. Исследование реакции зрачков на аккомодацию производится следующим образом: один глаз больного закрывают, а другим просят поочерёдно фиксировать взгляд на далеко и близко расположенных предметах, оценивая изменение величины зрачка. В норме при взгляде вдаль зрачок расширяется, при переводе взгляда на близко расположенный предмет суживается.
Для оценки движений глазного яблока исследуемому предлагается, не двигая головой, следить взором за передвигаемым кверху, книзу, вправо и влево пальцем или молоточком, причём может быть обнаружено ограничение движений глазного яблока кнутри, кнаружи, вверх, вниз, вверх и кнаружи, вниз и кнаружи (паралич или парез какой-либо наружной мышцы), а также отсутствие или ограничение произвольных содружественных движений глазных яблок влево, вправо, вверх, вниз (паралич или парез взора).